# Georg I. (Münsterberg-Oels)
Georg I. von Münsterberg (auch: Georg I. von Podiebrad; tschechisch: Jiří z Minstrberka; * 2. Oktober 1470 in Lititz; † 10. November 1502 in Oels) war Herzog in den schlesischen Teilfürstentümern Münsterberg und Oels sowie Graf von Glatz.

## Leben
Georg war ein Enkel des böhmischen Königs Georg von Podiebrad. Seine Eltern waren Heinrich d. Ä. von Münsterberg und Ursula von Brandenburg, Tochter des Markgrafen Albrecht Achilles.
Nachdem bereits Georgs Bruder Albrecht 1487 mit einer Tochter des Saganer Herzogs Johann II. vermählt worden war, wurden 1488 in einer Doppelhochzeit auch die jüngeren Brüder Georg und Karl mit Töchtern Johanns II. verheiratet. Georgs Frau wurde Hedwig (1476–1524).
Nach dem Tod ihres Vaters 1498 regierten die drei Brüder Albrecht, Georg und Karl zunächst gemeinsam, wobei jeder auf seinem eigenen Hof lebte: Albrecht in Glatz, Georg in Oels, Karl in Münsterberg und ab 1530 in dem neu errichteten Schloss in Frankenstein. Obwohl die drei Brüder die Grafschaft Glatz bereits 1501 an ihren späteren Schwager Ulrich von Hardegg verkauften, behielten sie den Titel eines Grafen von Glatz für sich und ihre Nachkommen bis zum Erlöschen der Münsterberger Stammlinie der Herren von Podiebrad in männlicher Linie 1647 bei.
Georg war ein großer Förderer der Kureinrichtungen von Bad Landeck. Bald nach dem Tode seines Vaters veranlasste er dort den Bau des dortigen Georgenbades mit einem Wohnhaus und der Georgskapelle. 1501 erließ er die erste Badeordnung für Landeck.